# Mourgach
Mourgach ou Murgaš (en macédonien Мургаш) est un village du nord de la Macédoine du Nord, situé dans la municipalité de Koumanovo. Le village comptait 63 habitants en 2002.

## Démographie
Lors du recensement de 2002, le village comptait :
- Macédoniens : 62
- Serbes : 1